# Еклисија
Еклисија (грч. Εκκλησιά) је насељено место у општини Гребен у периферији Западна Македонија, Грчка. Према попису из 2021. године било је без становника.
Према бугарском географу и историчару, Василу Канчову, у Еклисији је 1900. године живело 82 Грка. Село се раније звало Видиште. и словенског је порекла.